# مجموعة كربوكسيل

مجموعة الكربوكسيل

مجموعة الكربوكسيل (Carboxyl Group) هي مجموعة كيميائية وظيفية تتكون من ذرة كربون وذرة أكسجين ومجموعة هيدروكسيل ويرمز لها (COOH-). تتواجد هذه المجموعة في الأحماض الأمينية والأحماض الكربوكسيلية.
ترتبط ذرة الكربون برابطة تساهمية ثنائية مع ذرة الأكسجين وأحادية مع مجموعة الهيدروكسيل. تحوي ذرة الكربون على إلكترون تكافؤ يمكن استخدامه للارتباط مع مركبات أخرى.

## اقرأ أيضاً
- إضافة كربوكسيل